# Lepidodactylus vanuatuensis
Espèce
Statut de conservation UICN

 LC  : Préoccupation mineure
Lepidodactylus vanuatuensis est une espèce de geckos de la famille des Gekkonidae.

## Répartition
Cette espèce est endémique du Vanuatu.

## Étymologie
Son nom d'espèce, composé de vanuatu et du suffixe latin -ensis, « qui vit dans, qui habite », lui a été donné en référence au lieu de sa découverte.

## Publication originale
- Ota, Fisher, Ineich, Case, Radtkey & Zug, 1998 : A new Lepidodactylus (Squamata: Gekkonidae) from Vanuatu. Herpetologica, vol. 54, no 3, p. 325-332 (texte intégral).